# SN 2011au
SN 2011au – supernowa typu Ia odkryta 5 marca 2011 roku w galaktyce A093341+3040. W momencie odkrycia miała maksymalną jasność 19,00m.